# Gelivație

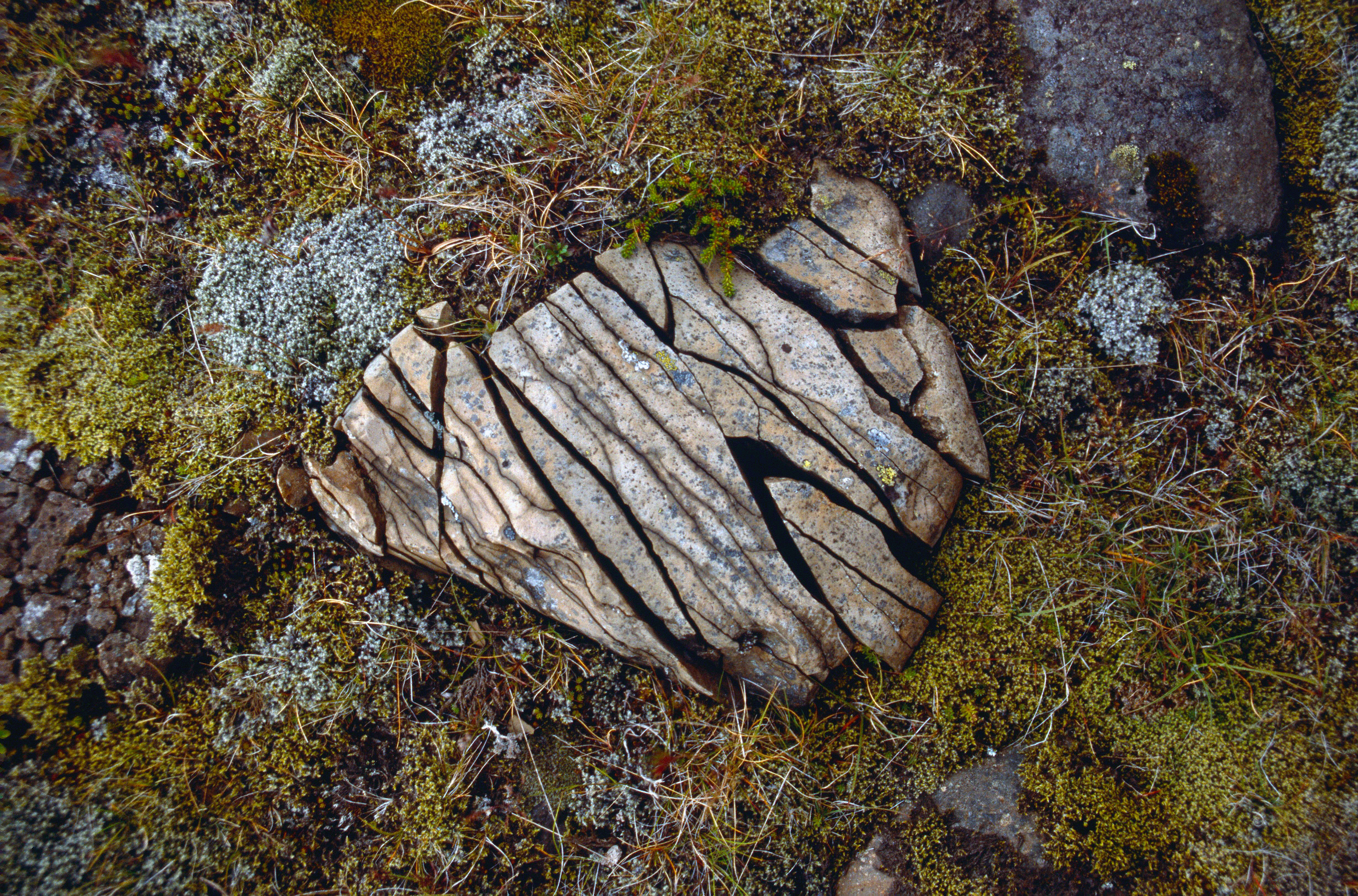
Efectul gelifracției asupra unei pietre, în Islanda

Gelivație (din franceză gélivation), denumit și gelifracție (din franceză gélifraction), congelifracție, crioclastism sau crioclastie este un proces de dezagregare a rocilor de pe suprafața pământului, provocat de variațiile de temperatură, mai precis de succesiunile fenomenelor de îngheț-dezgheț.
Toate tipurile de fragmente rezultate se numesc gelifracte. După natura rocii și mărimea particulelor rezultate, se deosebește:
- macrogelifracție (care desprinde blocuri mari, colțuroase, de mărimi și forme diferite, după fisuri vizibile);
- microgelifracție (care detașează granule sau sfărâmături mici).

Dezagregarea rocilor sub acțiunea repetată, alternantă, a înghețului și dezghețului se produce deoarece apa, pătrunsă în pori și fisuri, își mărește volumul prin îngheț cu 9%, exercitând presiuni mari asupra pereților fisurilor, ce pot ajunge la valori de 15 kg/cm². Acest fenomen se manifestă intens în timpul primăverii și mai puțin în timpul iernii. Intensitatea acestui proces, mărimea elementelor rezultate, cât și viteza sfărâmării, depind de gradul de umezire al rocilor, de natura lor și de durata înghețului.
Gelivația este factorul care impune o serie de forme de relief. Tipul și răspândirea acestora sunt influențate de trei factori:
- caracteristicile climatului (au o dezvoltare mare în cele polare, subpolare și alpine);
- alcătuirea și proprietățile rocilor și depozitelor (maximum pe cele neomogene și macrogelive);
- panta (impune deosebiri de evoluție, fizionomie și grupare în forme individualizate pe versanți și pe suprafețe orizontale)

În urma gelifracției pot rămâne unele forme de relief cum ar fi:
- pâlniile de gelifracte, care se continuă în aval cu un culoar (fasonat uneori și de zăpadă sau chiar de gheață),
- firide sau adăpost sub rocă (când un strat geliv are deasupra un strat rezistent la gelifracție), stratul de sus dând o surplombă.

Una din urmări este și formarea grohotișurilor, frecvent și sub formă de lespezi.
Gelifractele alimentează pânzele de grohotiș, care pot fi dispuse sub formă de:
- mări de pietre,
- deșerturi de gelivație,
- râuri de pietre (talveguri acoperite total de grohotiș de pe versanții mai puțin înclinați).

În sezonul rece, gelivația nocturnă joacă un rol important și în declanșarea alunecărilor de teren.
Ciclurile de îngheț-dezgheț produc fenomenul de gelivație și eflorescența structurilor de beton din construcțiile moderne.